# Sălașu de Sus
Sălașu de Sus (en hongrois : Felsőszálláspatak, en allemand : Ober-Bachdorf) est une commune du Județ de Hunedoara en Transylvanie, (Roumanie).